# 科學院站 (聖彼得堡地鐵)
科學院站（羅馬化：Akademicheskaya）是聖彼得堡地鐵基洛夫－維堡線的一個車站，開通於1975年12月31日。科學院站位於地下67米深處。